# توي إيه جي
توي إية جي (بالألمانية: TUI (Touristik Union International) Aktiengesellschaft)‏ وتعني بالعربية الاتحاد الدولي للسياحة شركة مساهمة، هي شركة سياحة وسفر ألمانية متعددة الجنسيات مقرها في مدينة هانوفر. حتى عام 2001 كانت الشركة تعمل في المجال الصناعي والنقل باسم بيرساج إية جي، والتي قررت في منتصف التسعينيات إعادة استثمار نفسها كشركة سياحة وشحن بحري وخدمات لوجستية.
اليوم تعد شركة توي أكبر شركات الترفية والسياحة والسفر في العالم. تمتلك وكالات سفر وفنادق وخطوط طيران ومتاجر بيع بالتجزئة. كذلك تملك شركات تابعة مثل خطوط طيران توي إية جي الذي يعد أكبر أسطول طيران للعطلات في أوروبا وشركة تومسون للسياحية بالمملكة المتحدة.